# Йоганн Відман
Йоганн Відман (нім. Johannes Widmann) — німецький математик, відомий тим, що першим використав у математиці знаки + та -.

## Біографія
Про його життя відомо небагато. У 1480-х роках Відман закінчив Лейпцизький університет, в якому потім став викладачем математики. Його головна праця, в якому вперше з'явилися знаки операцій додавання і віднімання, називався «Швидкий і приємний рахунок для всіх торговців» (нім. Behende und hubsche Rechenung auff allen Kauffmanschafft), опублікований в Лейпцигу в 1489 році. Книга містила багатий практичний матеріал і довгий час користувалася попитом.